# Club de Rugby Complutense Cisneros
Maillots
Actualités
Le Club de Rugby Complutense Cisneros, également appelé Complutense Cisneros, est un club de rugby à XV espagnol basé à Madrid. Fondé en 1943, il est présidé par Tobías Cagigal et il évolue actuellement en División de Honor, le plus haut échelon national.

## Histoire
Le Club de Rugby Complutense Cisneros est fondé en 1943. Il remporte son premier titre de première division nationale en 1976.

## Palmarès
- Vainqueur de la División de Honor en 1976 et 1985
- Vainqueur de la División de Honor B en 2012
- Vainqueur de la Copa del Rey en 1967, 1969, 1979 et 1982